# Willi Konrad (Fußballfunktionär)
Willi Konrad (* wahrscheinlich 1940 in Offenbach am Main; † 17. Januar 2005 in einem Krankenhaus bei Offenbach am Main) war ein deutscher Fußball-Funktionär, der in den 1970er Jahren bei Kickers Offenbach und in den 1990er Jahren bei Dynamo Dresden als Geschäftsführer bzw. Technischer Direktor tätig war.

## Leben
Der als Vollwaise aufgewachsene Konrad fand im Hause von Horst-Gregorio Canellas, einem ehemaligen Präsidenten von Kickers Offenbach, so etwas wie eine Ersatzfamilie und gehörte zu dessen Kronzeugen im Bundesliga-Skandal von 1971. In seine Zeit als Geschäftsführer des Klubs fiel der Gewinn des DFB-Pokal 1969/70, als die Mannschaft im aufgrund der WM-Endrunde 1970 erst zu Beginn der Folgesaison und damit nach dem Aufstieg aus der Regionalliga bereits als Bundesligist den favorisierten 1. FC Köln schlug. Für Kickers Offenbach gelang ihm die Verpflichtung des auch von namhafteren Mitkonkurrenten gejagten Stürmers Erwin Kostedde. Nach dem Abstieg der Offenbacher am Ende der Spielzeit 1970/71 gelang mit ihm als Geschäftsführer im folgenden Jahr der direkte Wiederaufstieg. In der Spielzeit 1975/76 geriet er in die Schusslinie, als der Klub sich unter Trainer Otto Rehhagel im Abstiegskampf festsetzte. Auch nach einem Trainerwechsel zu Zlatko Čajkovski blieb der Erfolg aus und der Klub stieg erneut ab, wenig später trennten sich die Wege von Konrad und dem Klub.
Im Herbst 1977 bewarb sich Konrad beim Hamburger SV auf die Nachfolge von Generalmanager Peter Krohn. Letztlich erhielt Günter Netzer den Zuschlag und übernahm ab Januar 1978 die Tätigkeit beim HSV.
Konrad baute später eine renommierte Spielervermittlung auf und folgte 1993 dem Ruf seines Freundes Rolf-Jürgen Otto zu Dynamo Dresden. Dabei war Konrad zunächst persönlicher Berater Ottos, Ende Februar 1995 übernahm er als Technischer Direktor formal einen Posten im Vorstand des seinerzeitigen Bundesligisten. Nach dem Abstieg am Ende der Spielzeit 1994/95 erhielt der Klub keine Lizenz für die 2. Bundesliga und musste in die Regionalliga Nordost zwangsabsteigen. Dort war er gemeinsam mit Manager Anton Siems noch für den Verkauf eines Großteils der bisherigen Mannschaft sowie des neuen Kaders zuständig, ehe Ende August 1995 das Präsidium neu gewählt wurde.
Bei Dynamo war Konrad mit Otto in dubiose Geschäfte verwickelt und soll Beträge aus Spielertransfers in sechsstelliger Höhe veruntreut haben. In diesem Zusammenhang wurde auch ein Fernsehausschnitt bekannt, in dem Konrad auf die Frage eines Journalisten nach dem Geld, das Konrad in die Schweiz überwiesen habe, mit einem Wutanfall, wüsten Beleidigungen und Gewaltandrohungen reagierte. Im Sommer 1996 erfolgte bei Konrad, Otto sowie Schatzmeister Georg Schauz in deren Privat- und Büroräumen in Hessen, Rheinland-Pfalz und Sachsen eine Razzia.